# 大和田茂
大和田 茂（おおわだ しげる、1950年 - ）は、日本近代文学研究者。
東京都生まれ。法政大学大学院博士課程満期退学。東京都立の高等学校教諭、法政大学ほか非常勤講師。

## 著書
- 『社会文学・一九二〇年前後 平林初之輔と同時代文学』不二出版 1992
- 『社会運動と文芸雑誌 『種蒔く人』時代のメディア戦略』菁柿堂 2012
- 『日本近代文学の潜流』論創社2022

編著書
『一人と千三百人／二人の中尉 平沢計七先駆作品集』講談社文芸文庫2020

### 共編著
- 『自由人の軌跡 近代の文学と思想』岡野幸江、藤田富士男、前田和敏共著 武蔵野書房 1993
- 『評伝平澤計七 亀戸事件で犠牲となった労働演劇・生協・労金の先駆者』藤田富士男共著 恒文社 1996
- 『平澤計七作品集』藤田富士男共編 論創社 2003
- 『文学に見る経済・労働・格差』綾目広治,鈴木斌共編 冬至書房 2008
- 『大杉栄全集』全１２巻別巻１巻ぱる出版2016

## 参考
- [ISBN　978-4-434-16754-6]